# سهل (اسم)
سهل هو اسم علم مذكر من أصل عربي، ومعناه هو اليسير الواضح، غير المعقد.

## شخصيات تحمل الاسم
- سهل التستري (818 – 896)
- سهل بن بشر (786 – 845)
- سهل بن بشر الإسفراييني
- سهل بن بيضاء
- سهل بن حنيف
- سهل بن زين ياسين
- سهل بن سعد (القرن 6 – 710)
- سهل بن عتيك
- سهل بن محمد
- سهل بن هارون (758 – )

## وصلات خارجية
- موسوعة السلطان قابوس لأسماء العرب نسخة محفوظة 5 أبريل 2019 على موقع واي باك مشين.